# Gara
Gara (del euskera ‘somos’) es un periódico español bilingüe, principalmente escrito en castellano aunque también incluye artículos en vasco y francés, editado en la ciudad de San Sebastián. Se caracteriza por ser un periódico de ideología socialista con una línea editorial afín a la izquierda abertzale. El icono de su logotipo fue diseñado por Jorge de Oteiza.

## Historia

### Origen
Gara surgió en 1999 para llenar el espacio dejado por el periódico de también editorial independentista y de izquierdas Egin, que había sido cerrado por orden judicial del juez Baltasar Garzón. Garzón decretó el 14 de julio de 1998 el cierre del diario Egin (junto con la emisora de radio Egin Irratia y otras empresas relacionadas), considerando que estaban integradas en la estructura de ETA.
La mañana siguiente de su cierre, los trabajadores de Egin y Egin Irratia sacaron una nueva publicación diaria, Euskadi Información, como forma de cubrir el vacío comunicativo causado. Al mismo tiempo, vieron la luz la iniciativa Egingo dugu ('Lo haremos') y la Fundación Baietz con el objetivo de recaudar dinero para crear un nuevo proyecto comunicativo más amplio, que se concretaría meses después en Gara.
Acabada la instrucción del caso Egin, la Audiencia Nacional rebajó la acusación de colaboración con banda armada, lo que hacía injustificado el cierre. Para entonces su empresa editora ya había entrado en bancarrota y su nicho de mercado había sido cubierto por el nuevo diario Gara, al que se le imputó la deuda con la Seguridad Social de Egin con el argumento de que se había producido «una sucesión de empresas».

### Lanzamiento
El diario Gara apareció por vez primera en los quioscos el 30 de enero de 1999. Su nacimiento se produjo cuatro meses después de la firma del Pacto de Estella y, desde su salida a la calle, el rotativo hizo suyo "el propósito de resolución, desde el respeto a los principios democráticos y a la realidad nacional vasca, del conflicto histórico que afecta a Euskal Herria". El propio diario aseguró en su primer número que "no puede desgajarse, por tanto, el proyecto informativo de Gara de ese contexto global que vive el país, como tampoco de una circunstancia ocurrida seis meses antes de su nacimiento".[cita requerida]

### Capital popular
El nuevo diario nació después de una campaña popular tras la cual alrededor de 10 000 personas se convirtieron en accionistas del rotativo. El capital con el que partió el nuevo proyecto fue de mil millones de pesetas, aportados por esos accionistas populares, con el que se creó la empresa Euskal Komunikabideen Hedapenerako Elkartea ('Asociación de Medios de Comunicación Vascos'). Esta empresa también ha llevado adelante el proyecto comunicativo digital Naiz. Ambos medios comparten línea editorial con el diario Le Journal du Pays Basque, editado por Baigura en el País Vasco francés, y la radio Infozazpi, impulsada por la asociación sin ánimo de lucro Aztibegia. Por su parte, la editorial Baigorri es la encargada de publicar Gara.

### Plantilla y directores
La primera plantilla del diario estaba formada por 65 profesionales, dirigidos por la periodista de Usúrbil Mertxe Aizpurua. En febrero de 2004 el entonces redactor jefe Josu Juaristi tomó el relevo de Mertxe Aizpurua y el 30 de enero de 2011 este fue relevado por Iñaki Soto, actual director del diario.
El 9 de enero de 1999, como adelanto del nuevo diario, se difundió un "número cero", en el que se exponían las razones para crear el nuevo periódico así como los principales elementos de su línea tanto informativa como editorial. Tras ese primer contacto, el 30 de enero de 1999 llegaba el primer número de Gara a los quioscos.
En 2008 ya contaba con unos 97 000 lectores diarios.

### Escuchas telefónicas
El 14 de julio de 2008 fuentes del diario afirmaron que la sede de Gara en Pamplona estaba sometida a escuchas telefónicas por parte de la Policía Nacional.